# 起刮刀

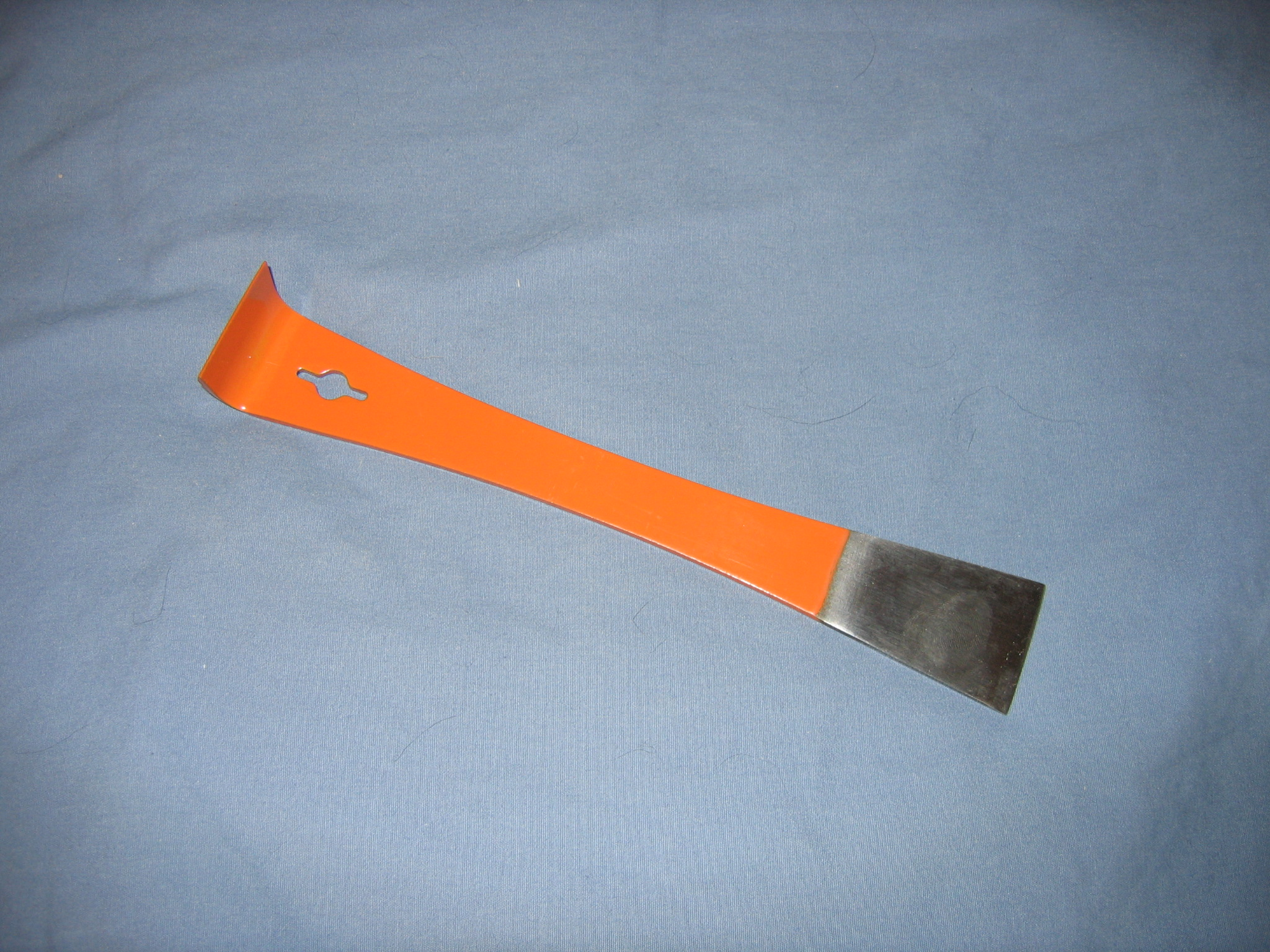
起刮刀

起刮刀為養殖蜜蜂使用的工具。

## 起源
蜜蜂養殖的過程常需要撬開箱蓋、刮除蜂蠟、提起巢框檢查等動作，需要一個稱手的工具，理想的工具就是起刮刀。起刮刀沒有一定的形式或材質，可以協助檢查蜂群、撬開箱蓋、刮除蜂蠟、提起巢框的工具都可以稱為起刮刀。現在市面上的起刮刀逐漸演變為一端呈L形用來做提取，另一端則製成刮板狀用來做刮除蜂蠟。

## 规格与材质
- 规格：無一定規格。
- 材質：無一定材質，但市面上的起刮刀多以不鏽鋼製成。